# Metzgerbrücke
Die Metzgerbrücke ist eine Strassenbrücke über die Plessur im Schweizer Kanton Graubünden. Die Brücke liegt im Zentrum der Stadt Chur und führt vom Lindenquai zum Plessurquai in der Altstadt.

## Konstruktion
Die Steinbogenbrücke wurde 1871 erstellt. Das Bauwerk wurde 2007 instand gesetzt. Die Brücke befindet sich im Eigentum der Stadt Chur.

## Nutzung
Die einspurige Einbahnstrasse ist in Fahrtrichtung Altstadt und Arosa befahrbar. Veloverkehr ist in beiden Richtungen erlaubt. Fussgängern stehen beidseitige Trottoirs zur Verfügung. Das signalisierte Höchstgewicht ist 18 t.
Die «Linie 9 Bahnhof–Meiersboden» der Chur Bus überquert die Brücke mit Midibussen.
Die Mountainbikeland-Route «255 Brambrüesch-Tour», die Veloland-Route «501 Churer Rheinroute» und die Wanderland-Route «43 Jakobsweg Graubünden» führen über die Brücke.

## Trivia
Über die Metzgerbrücke ging anno 1947 Philipp Gurts Romanheld Landjäger Walter Caminada (Kriminalroman Chur 1947).